# Școală de șoferi
Școala de șoferi este organizația care se ocupă de instruirea teoretică și practică a candidaților pentru obținerea unuia dintre permisele de conducere existente, clasificate pe categorii (AM, A1, A2, A, B, B1, BE, C1, C1E, C, CE, D1, D1E, D, DE).

## Înscriere
Documentele necesare pentru înscrierea la școala de șoferi sunt cartea de identitate, fișa medicală și testarea psihologică.
Pentru a putea urma cursurile de pregătire teoretică și practică organizate de o unitate autorizată, în prezența și sub supravegherea unui instructor auto, trebuie să ai cel puțin 17 ani și 9 luni împliniți.
Fișa medicală este actul care atestă că ești apt/ă pentru efectuarea școlii de șoferi și se poate procura de la orice unitate medicală autorizată în acest sens.
Testarea psihologică se poate realiza la cabinetele autorizate să elibereze avize psihologice pentru toate categoriile de conducători auto sau chiar în cadrul școlii respective.

## Durată
Durata perioadei de pregătire teoretică și practică este, de regulă, de 6-8 săptămâni. 
Această perioadă include minimum 30 de ore de conducere (pregătire practică) și cursurile de legislație necesare acumulării cunoștințelor pentru șofat.
O ședință de pregătire practică durează, de obicei, 1 oră, din care 50 de minute sunt alocate conducerii efective, iar 10 minute reprezintă pauza.
Programul de studiu al școlii de șoferi îi învață pe candidați toate tehnicile, regulile și legile aplicabile conducerii pe drumurile publice și se finalizează cu un test pentru verificarea cunoștințelor. Acest test trebuie promovat obligatoriu pentru a putea trece la probele teoretice și practice.

## Probe teoretice și practice
Proba teoretică (numită sală),   constă într-un set de 26 de întrebări, din care punctajul minim pentru promovare este de 22 puncte.
Proba practică,  examenul practic (orașul/traseul) este ultima etapă care trebuie promovată pentru a lua permisul de conducere.
Unii candidații nu reușesc să ia permisul din prima încercare, astfel că ei sunt nevoiți să se reprogrameze pentru a susține din nou examenul auto.
Aceștia trebuie să știe că, într-o astfel de situație nedorită, școala de șoferi este valabilă timp de 12 luni de la momentul absolvirii ei (data la care a fost efectuată ultima oră de condus, dată menționată în fișa de școlarizare).

## Categorii de permise
Categoria A: Motociclete cu sau fără ataș și tricicluri cu motor cu puterea de peste 15 kW.
Categoria A2: Motociclete cu puterea maximă de 35 kW, cu un raport putere/greutate care nu depășește 0,2 kW/kg și care nu sunt derivate dintr-un vehicul având mai mult de dublul puterii sale.
Categoria A1: 1. Motociclete cu cilindre maximă de 125 cmc, cu puterea maximă de 11 kW și cu un raport putere/greutate de cel mult 0,1 kW/kg
2. Tricicluri cu motor cu puterea maximă de 15 kW
Categoria B: 1. Autovehiculul a cărui masă totală maximă autorizată nu depășește 3.500 kg și al cărui număr de locuri pe scaune, în afara conducătorului nu este mai mare de 8.
2. Ansamblul format dintr-un autovehicul trăgător din categoria B și o remorcă a cărei masă totală maximă autorizată nu depășește 750 kg.
3. Ansamblul de vehicule a căror masă totală maximă autorizată nu depășește 4.250 kg, format dintr-un autovehicul trăgător din categoria B și o remorcă a cărei masă totală maximă autorizată depășește 750 kg.
4. Persoanele care posedă permis de conducere categoria B au dreptul de a conduce ansamblurile de vehicule a cărui masă totală maximă autorizată nu depășește 4.250 kg, format dintr-un autovehicul trăgător din categoria B și o remorcă a cărei masă totală maximă autorizată depășește 750 kg numai dacă fac dovada că au absolvit un curs de formare cadrul unei unități autorizate de pregătire a conducătorilor de vehicule.
Categoria B1: Cvadricicluri a căror masă proprie nu depășește 400 kg (550 kg pentru vehiculele destinate transportului de mărfuri), neincluzând masa bateriilor în cazul vehiculelor electrice și care sunt echipate cu motor cu ardere internă a cărui putere netă maximă nu depășește 15 kW sau cu motor electric a cărui putere nominală continuă maximă nu depășește 15 kW.
Categoria C: Autovehiculul, altul decât cele din categoria D sau D1, a cărui masă totală maximă autorizată este mai mare de 3.500 kg și care este proiectat și construit pentru transportul a maximum 8 pasageri în afara conducătorului auto.
2. Ansamblul format dintr-un autovehicul din categoria C și o remorcă a cărei masă totală maximă autorizată nu depășește 750 kg.
Categoria C1: autovehiculul, altul decât cel din categoria D, a cărui masă totală maximă autorizată este de peste 3500 kg, dar nu mai mare de 7500 Kg. Acestui tip de autovehicul i se poate atașa o remorcă a cărei masă totală maximă autorizată nu depășește 750 Kg.
Categoria CE: Ansamblul de vehicule constând dintr-un autovehicul trăgător din categoria C și o remorcă sau semiremorcă a cărei masă totală maximă autorizată este mai mare de 750 kg.
Categoria C1E: ansamblul de vehicule constând dintr-un autovehicul trăgător din subcategoria C1 și o remorcă a cărei masă totală maximă autorizată este mai mare de 750 kg, cu condiția ca masa totală maximă autorizată a remorcii să nu depășească masa proprie a autovehiculului trăgător.
Categoria D: Autovehiculul destinat transportului de persoane având mai mult de 8 locuri pe scaune, în afara locului conducătorului. Autovehiculului din această categorie i se poate atașa o remorcă a cărei masă totală maximă autorizată nu depășește 750 kg.
Categoria D1: autovehiculul destinat transportului de persoane având cel puțin 9 locuri pe scaune, dar nu mai mult de 16, în afara locului conducătorului.
Categoria DE: Ansamblul de vehicule constând dintr-un autovehicul trăgător din categoria D și o remorcă a cărei masă totală maximă autorizată este mai mare de 750 kg. Remorca nu trebuie să fie destinată transportului de persoane. 
Categoria D1E: ansamblul de vehicule constând dintr-un autovehicul trăgător din subcategoria D1 și o remorcă a cărei masă totală maximă autorizată este mai mare de 750 kg, cu condiția ca masa totală maximă autorizată a ansamblului să nu depășească 12000 kg, iar masa totală maximă autorizată a remorcii să nu depășească masa proprie a autovehiculului trăgător. Remorca nu trebuie să fie destinată transportului de persoane.